# La Estancia, San Luis Potosí
La Estancia är en ort i Mexiko.   Den ligger i kommunen Zaragoza och delstaten San Luis Potosí, i den centrala delen av landet, 300 km nordväst om huvudstaden Mexico City. La Estancia ligger 2 013 meter över havet och antalet invånare är 259.
Terrängen runt La Estancia är kuperad åt nordost, men åt sydväst är den platt. Runt La Estancia är det ganska glesbefolkat, med 31 invånare per kvadratkilometer. Närmaste större samhälle är Zaragoza, 8,8 km söder om La Estancia. Omgivningarna runt La Estancia är i huvudsak ett öppet busklandskap.